# داخزنهاوزن
داخزنهاوزن (به آلمانی: Dachsenhausen) یک شهر در آلمان است که در Verbandsgemeinde Loreley واقع شده‌است. داخزنهاوزن ۱٬۰۶۵ نفر جمعیت دارد.